# ラステリ手術
ラステリ手術（英: Rastelli procedure）とはイタリアの心臓外科医ジャンカルロ・ラステリにより創始された心臓外科における開心術の一つで、左室流出路狭窄、心室中隔欠損を伴う完全大血管転位症3型に対する手術として行われた。その後、肺動脈弁閉鎖症兼心室中隔欠損症や総動脈幹症など右室流出路が無いかもしくは機能していない症例に対し、右室・肺動脈間に血流路を作成する手術を総じてラステリ手術と呼ぶようになった。肺動脈もしくは大動脈のホモグラフト（homograft）を使用するか、あるいはホモグラフトのドナーが不足している日本では肺動脈弁の人工弁付き人工血管、または体格の小さな患児では大動脈弁用の人工弁などを使用する。

## 適応
ラステリ手術は以下の様な先天性心疾患・病態に対する手術として行われる。
1. 完全大血管転位症（complete TGA）, または 大動脈騎乗, または 両大血管右室起始症(DORV); かつ
2. 心房中隔欠損症 (VSD); かつ
3. 右室流出路狭窄 (RVOTO):

- 肺動脈弁閉鎖症; または
- 肺動脈弁狭窄症; または
- 肺動脈漏斗部狭窄

## 手術実施時期
通常ラステリ手術は1歳から2歳の間に行われる。完全大血管転位症、大動脈騎乗、両大血管右室起始症の場合はチアノーゼを生じるため、その前にBTシャント術などの姑息手術を行うことがある。

## 手術手技
ゴアテックス製のパッチを使用して左室から酸素化血を大動脈に流し、同時に心室中隔欠損を閉鎖する。肺動脈弁は外科的に閉鎖され、弁付き人工血管を右室と左右肺動脈分岐部に吻合し、脱酸素化血を酸素化させるために肺に流れるよう血流路を作成する。